# Audrey Wells
Audrey Wells (* 29. April 1960 in San Francisco, Kalifornien; † 4. Oktober 2018 in Santa Monica, Kalifornien) war eine US-amerikanische Drehbuchautorin, Filmregisseurin und Filmproduzentin.

## Leben
Audrey Wells, deren Vorfahren väterlicherseits aus Österreich stammten, wuchs in San Francisco auf. Hier arbeitete sie bei dem Jazz-Radiosender KJAZ FM als Discjockey. Sie schloss die University of California in Berkeley mit einem Bachelor of Fine Arts und die University in Los Angeles mit einem Master of Fine Arts ab. Sie schrieb eine Vielzahl von Drehbüchern. Bei den Filmen, in denen sie Regie führte, war sie auch für die Drehbücher verantwortlich. Besonders erwähnenswert ist ihre Regiearbeit zu Unter der Sonne der Toskana, den sie auch produzierte und der kommerziell auch ein Erfolg wurde. 2006 war sie Jurymitglied beim Sundance Film Festival. Sie hat sich beim Schreiben überwiegend auf Komödien oder Romanzen spezialisiert. 2007 schrieb sie als Co-Autorin an der romantischen Komödie Daddy ohne Plan mit.
Einen Tag vor dem US-Kinostart von The Hate U Give, für den sie das Drehbuch verfasst hatte, starb Wells am 4. Oktober 2018 im Alter von 58 Jahren an den Folgen einer Krebserkrankung. Sie hinterließ ihren Ehemann und die gemeinsame Tochter.

## Filmografie

### Regie
- 1999: Das Mädchen und der Fotograf (Guinevere)
- 2003: Unter der Sonne der Toskana (Under the Tuscan Sun)

### Drehbuch
- 1996: Lügen haben lange Beine (The Truth About Cats & Dogs)
- 1997: George – Der aus dem Dschungel kam (George of the Jungle)
- 1999: Das Mädchen und der Fotograf (Guinevere)
- 2000: The Kid – Image ist alles (The Kid)
- 2003: Unter der Sonne der Toskana (Under the Tuscan Sun)
- 2004: Darf ich bitten? (Shall We Dance)
- 2007: Daddy ohne Plan (The Game Plan)
- 2017: Bailey – Ein Freund fürs Leben (A Dog’s Purpose)
- 2018: The Hate U Give
- 2019: Modern Love (Fernsehserie, 1 Folge)
- 2020: Die bunte Seite des Monds (Over the Moon)